# كولتشر كلوب
كولتشر كلوب (بالإنجليزية: Culture Club)‏ هي فرقة روك بريطانية تأسست في لندن عام 1981 وتتألف من أربعة أعضاء هم: بوي جورج، روي هاي، مايكي كريغ، وجون موس. حتى الآن، يعتبرون أحد أكثر الفرق نجاحاً وتأثيراً في الثمانينات. باعت الفرقة أكثر من 150 مليون نسخة حول العالم.

## أغاني الفرقة
من أشهر أغاني الفرقة:
- Do You Really Want to Hurt Me، Karma Chameleon
- Time (Clock of the Heart)
- Church of the Poison Mind
- Miss Me Blind
- I'll Tumble 4 Ya
- I Just Wanna Be Loved

## وصلات خارجية
- كولتشر كلوب على موقع IMDb (الإنجليزية)
- كولتشر كلوب على موقع ميوزك برينز (الإنجليزية)
- كولتشر كلوب على موقع أول ميوزيك (الإنجليزية)
- كولتشر كلوب على موقع ديسكوغز (الإنجليزية)